# Copadichromis pleurostigma
Copadichromis pleurostigma là một loài cá thuộc họ Cichlidae. Loài này có ở Malawi, Mozambique, và Tanzania. Môi trường sống tự nhiên của chúng là hồ nước ngọt có nước theo mùa.